# كويينتون (ساسكاتشوان)
كويينتون (بالإنجليزية: Quinton, Saskatchewan)‏ هي قرية تقع في كندا في ساسكاتشوان. يقدر عدد سكانها بـ 111 نسمة ومساحتها 0.96 كم2 .

## المناخ
يظهر الجدول التالي التغييرات المناخية على مدار السنة لكويينتون:
| البيانات المناخية لـكويينتون       | البيانات المناخية لـكويينتون | البيانات المناخية لـكويينتون | البيانات المناخية لـكويينتون | البيانات المناخية لـكويينتون | البيانات المناخية لـكويينتون | البيانات المناخية لـكويينتون | البيانات المناخية لـكويينتون | البيانات المناخية لـكويينتون | البيانات المناخية لـكويينتون | البيانات المناخية لـكويينتون | البيانات المناخية لـكويينتون | البيانات المناخية لـكويينتون | البيانات المناخية لـكويينتون |
| الشهر                              | يناير                        | فبراير                       | مارس                         | أبريل                        | مايو                         | يونيو                        | يوليو                        | أغسطس                        | سبتمبر                       | أكتوبر                       | نوفمبر                       | ديسمبر                       | المعدل السنوي                |
| ---------------------------------- | ---------------------------- | ---------------------------- | ---------------------------- | ---------------------------- | ---------------------------- | ---------------------------- | ---------------------------- | ---------------------------- | ---------------------------- | ---------------------------- | ---------------------------- | ---------------------------- | ---------------------------- |
| الهطول مم (إنش)                    | 12.9 (0.51)                  | 9.8 (0.39)                   | 10.8 (0.43)                  | 18.6 (0.73)                  | 42.3 (1.67)                  | 72.0 (2.83)                  | 78.0 (3.07)                  | 68.1 (2.68)                  | 38.8 (1.53)                  | 25.4 (1.00)                  | 10.7 (0.42)                  | 15.1 (0.59)                  | 402.5 (15.85)                |
| معدل هطول الأمطار مم (إنش)         | 0.0 (0.0)                    | 0.0 (0.0)                    | 1.9 (0.07)                   | 13.7 (0.54)                  | 40.1 (1.58)                  | 72.0 (2.83)                  | 78.0 (3.07)                  | 68.1 (2.68)                  | 37.3 (1.47)                  | 19.1 (0.75)                  | 1.4 (0.06)                   | 0.0 (0.0)                    | 331.6 (13.05)                |
| متوسط تساقط الثلوج سم (إنش)        | 12.9 (5.1)                   | 9.8 (3.9)                    | 8.9 (3.5)                    | 4.9 (1.9)                    | 2.2 (0.9)                    | 0.0 (0.0)                    | 0.0 (0.0)                    | 0.0 (0.0)                    | 1.5 (0.6)                    | 6.3 (2.5)                    | 9.4 (3.7)                    | 15.1 (5.9)                   | 71 (28)                      |
| متوسط أيام هطول الأمطار (≥ 0.2 mm) | 4.8                          | 3.7                          | 3.5                          | 3.7                          | 8.0                          | 10.2                         | 9.4                          | 8.6                          | 6.7                          | 4.4                          | 2.9                          | 4.5                          | 70.4                         |
| متوسط الأيام الممطرة (≥ 0.2 mm)    | 0.04                         | 0.08                         | 0.58                         | 2.7                          | 7.8                          | 10.2                         | 9.4                          | 8.6                          | 6.5                          | 3.2                          | 0.26                         | 0.0                          | 49.36                        |
| متوسط الأيام المثلجة (≥ 0.2 cm)    | 4.7                          | 3.6                          | 3.0                          | 1.3                          | 0.56                         | 0.0                          | 0.0                          | 0.0                          | 0.37                         | 1.2                          | 2.6                          | 4.4                          | 21.73                        |
| المصدر: Environment Canada         |                              |                              |                              |                              |                              |                              |                              |                              |                              |                              |                              |                              |                              |